# 原當麻站
原當麻站（日语：／ Harataima eki */?）是一個位於神奈川縣相模原市南區當麻，屬於東日本旅客鐵道（JR東日本）相模線的鐵路車站。

## 車站構造
島式月台1面2線的跨站式站房。設簡易Suica改札機。

### 月台配置
| 月台 | 路線    | 方向 | 目的地                 |
| ---- | ------- | ---- | ---------------------- |
| 1    | ■相模線 | 上行 | 海老名、厚木、茅崎方向 |
| 2    | ■相模線 | 下行 | 橋本、八王子方向       |

（來源：JR東日本:車站構內圖 （页面存档备份，存于））

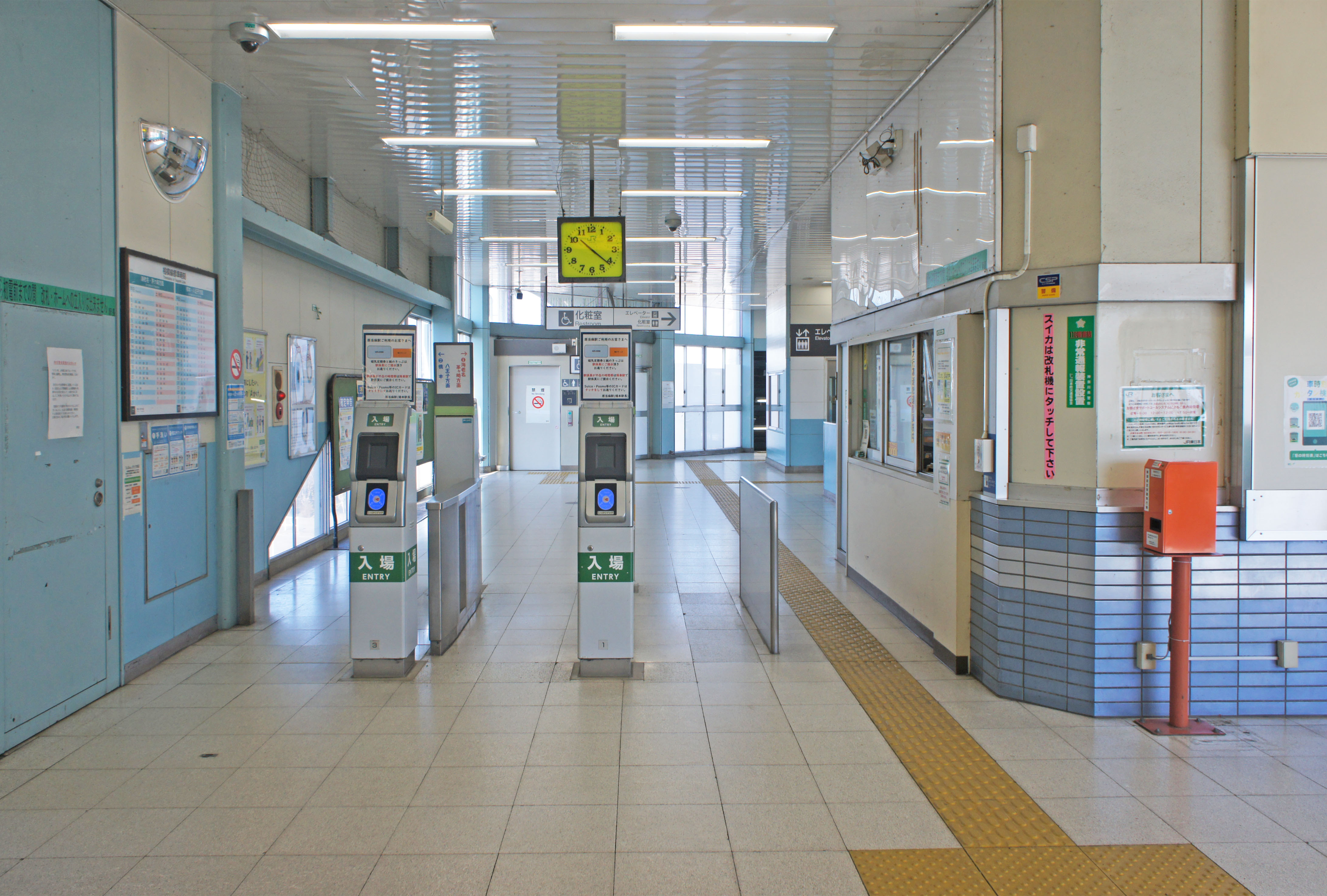
閘口（2022年2月）
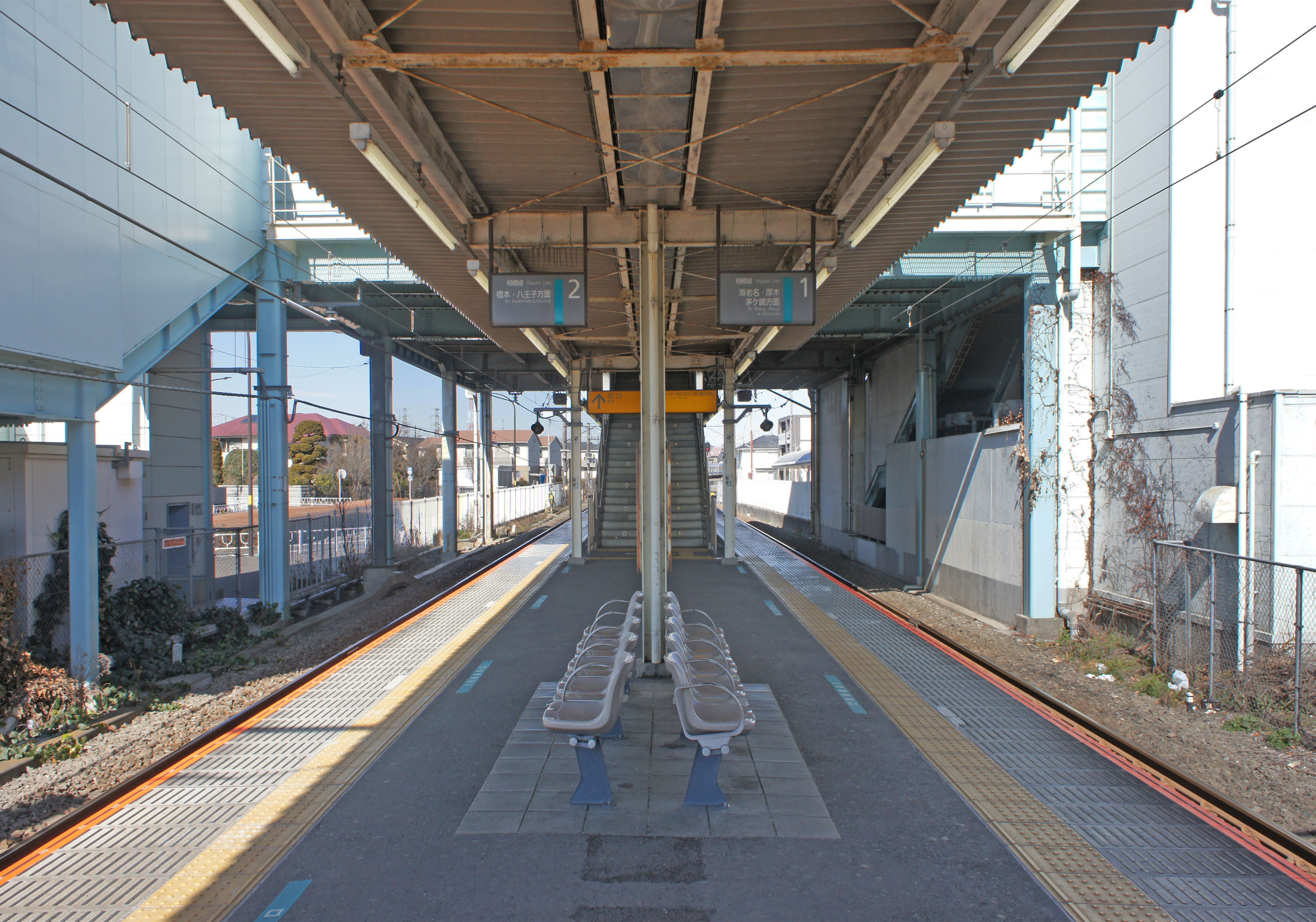
月台（2022年2月）

## 使用情況
2019年（令和元年）度的1日平均上車人次為5,178人。
近年的1日平均上車人次為下表。
| 年度               | 1日平均 上車人次 |
| ------------------ | ---------------- |
| 1975年（昭和50年） | 937              |
| 1980年（昭和55年） | 1,465            |
| 1985年（昭和60年） | 1,563            |
| 1989年（平成元年） | 2,082            |
| 1993年（平成05年） | 2,917            |
| 1995年（平成07年） | 3,230            |
| 1998年（平成10年） | 3,308            |
| 2000年（平成12年） | 3,148            |
| 2001年（平成13年） | 3,233            |
| 2002年（平成14年） | 3,331            |
| 2003年（平成15年） | 3,445            |
| 2004年（平成16年） | 3,591            |
| 2005年（平成17年） | 3,768            |
| 2006年（平成18年） | 3,959            |
| 2007年（平成19年） | 4,133            |
| 2008年（平成20年） | 4,141            |
| 2009年（平成21年） | 4,133            |
| 2010年（平成22年） | 4,164            |
| 2011年（平成23年） | 4,133            |
| 2012年（平成24年） | 4,417            |
| 2013年（平成25年） | 4,515            |
| 2014年（平成26年） | 4,582            |
| 2015年（平成27年） | 4,727            |
| 2016年（平成28年） | 4,824            |
| 2017年（平成29年） | 4,950            |
| 2018年（平成30年） | 5,164            |
| 2019年（令和元年） | 5,176            |

## 車站周邊
- 當麻山無量光寺
- 縣立相模原公園

1992年的全國都市綠化論壇會場
- 市民健康文化中心
- 女子美術大學
- 光明學園相模原高等學校
- 神奈川縣立相模原養護學校

### 巴士路線
- 原當麻站
  - 神奈川中央交通
  - 1號乘車場
    - 相模大野站北口(大15)、北里大學(當02)
    - 相武台前站(台14)

  - 2號乘車場
    - 望地露營場入口(當02)
    - 上溝(大15)
    - 厚木巴士中心(厚79)
    - 厚木巴士中心(經市立病院)(厚81)

## 历史
- 1931年4月29日 開業。
- 1991年 改為跨站式站房。

## 相鄰車站
東日本旅客鐵道（JR東日本）
■相模線
下溝－原當麻－番田

## 外部連結
- 車站資訊（原當麻）：東日本旅客鐵道

35°31′44.8″N 139°22′30.9″E / 35.529111°N 139.375250°E